# Jostedalsbreen
La glacera de Jostedal (o Jostedalsbreen en noruec) és la glacera més gran de l'Europa continental. Està situada a la costa sud-oest de Noruega, al comtat de Sogn og Fjordane, concretament als municipis de Luster, Sogndal, Jølster, i Stryn.

## Geografia

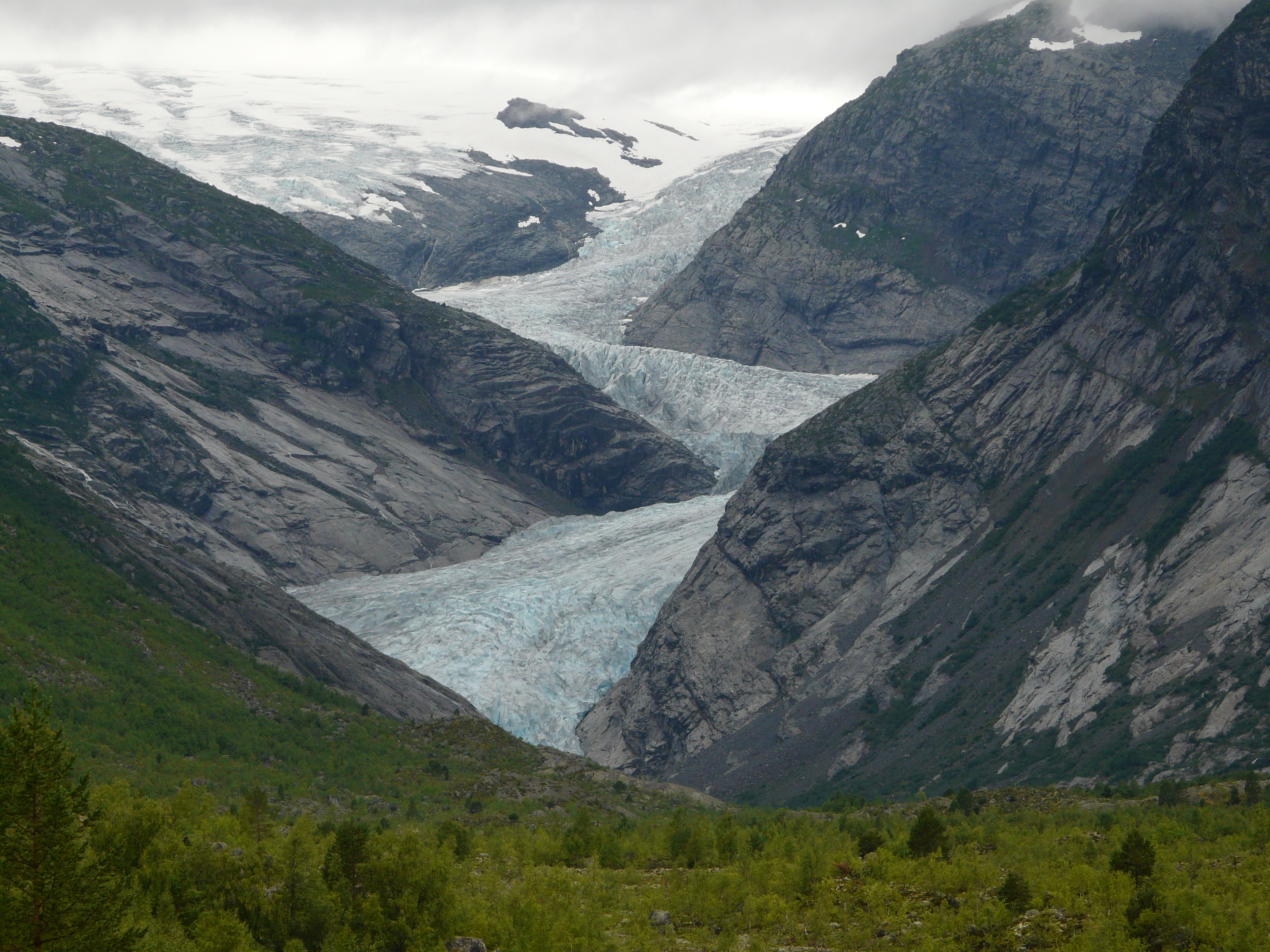
Una de les llengües de la glacera.

La glacera de Jostedal té una àrea total de 487 quilòmetres quadrats. El punt més alt és Høgste Breakulen a 1.957 metres sobre el nivell del mar. Algunes branques de la glacera arriben a les valls, com per exemple Bøyabreen a Sogndal i Nigardsbreen, a tan sols 300 metres sobre el nivell del mar. La part més gruixuda de la glacera es troba a 600 metres. Jostedalsbreen té una longitud de poc més de 60 quilòmetres i forma part dels 1.310 quilòmetres quadrats que ocupa el Parc Nacional de Jostedalsbreen, que va ser establert el 1991. La glacera cobreix més de la meitat del parc.
La glacera es manté gràcies a les abundoses nevades de la regió, no pas per les temperatures fredes, la qual cosa significa que a la primavera el desglaç és destacable. Jostedalsbreen té al voltant de 50 braços de glaceres, que s'estenen per valls properes.

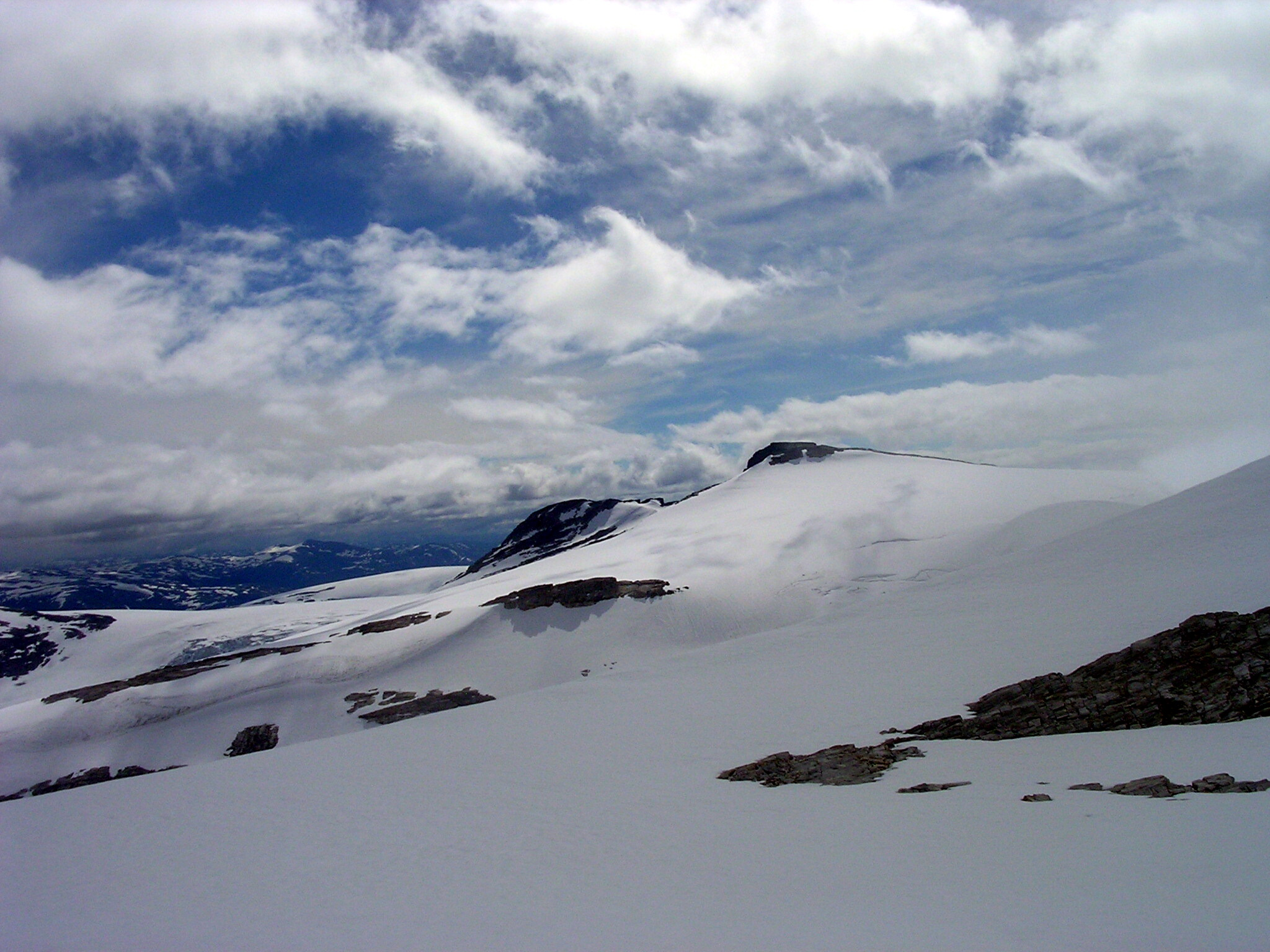
Brenibba, punt més alt de la glacera de Jostedal.

El 2012, el braç de la glacera Briksdalsbreen va perdre 50 metres de gel en uns pocs mesos, a més que alguns mesuraments més recents mostren que Briksdalsbreen es va reduir 146 metres el 2006. L'escalada en gel s'ha cancel·lat a causa d'aquest esdeveniment.

## Història
Els primers turistes arribaven al començament dels anys 1860, la majoria eren gent britànica benestant. Tanmateix, el turisme realment es començava quan s'obria la carretera des de Rustøen a Briksdal pels voltants de 1890. En un principi, molts dels turistes eren transportats amb vagons de fenc, i els agradava almenys tant com als que avui hi pugen amb carros empesos per cavalls.

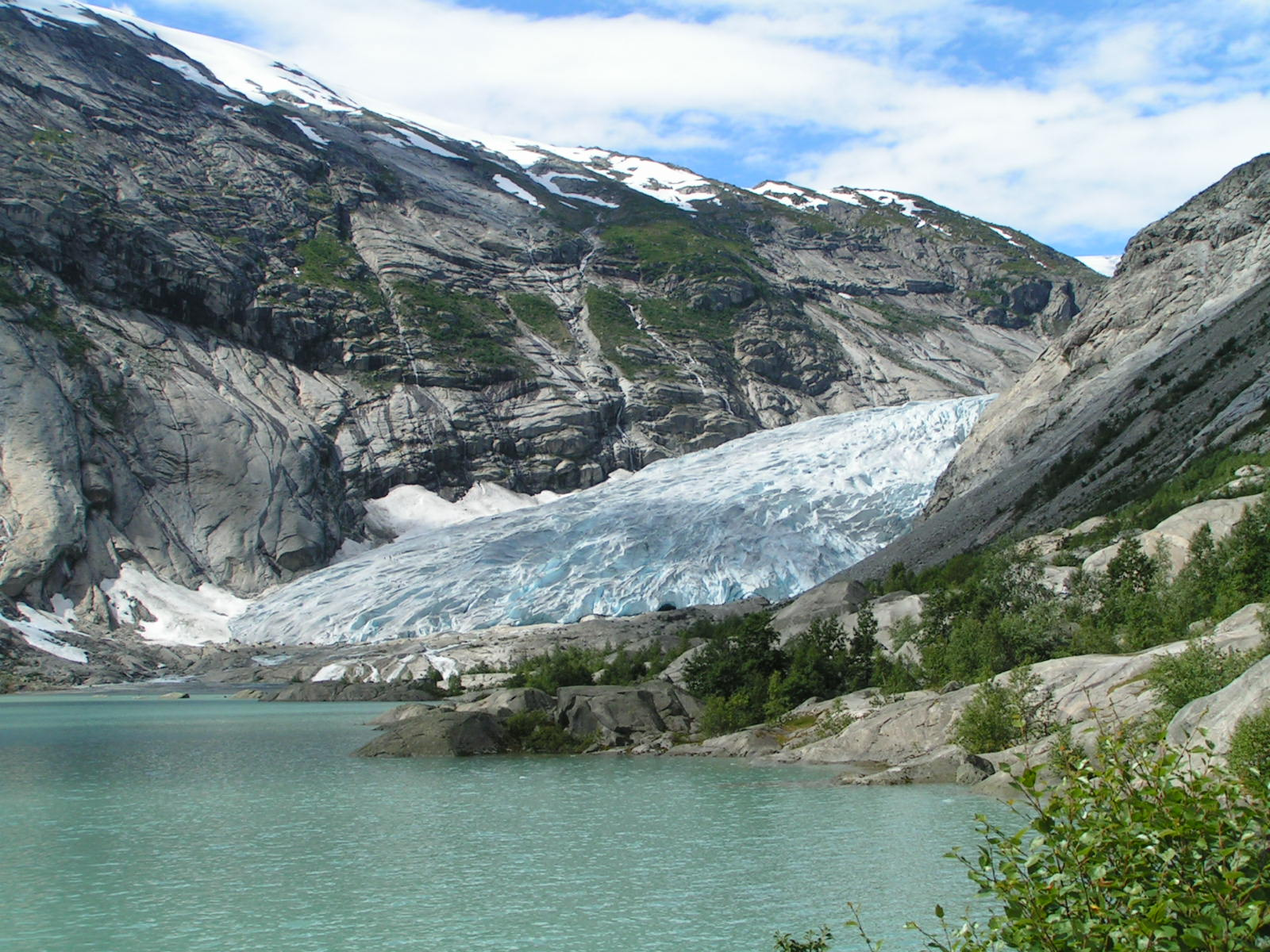
Braç de Nigardsbreen i llac homònim.

Anders Briksdal hi va construir un refugi el 1892 que era el lloc de partida per la gent que anava a caminar sobre la glacera de Jostedalen o Jølster a través d'Oldeskaret. Els primers turistes viatjaven fins a Rustøen amb vaixell. El primer vaixell datava del 1895 i s'anomenà D/B Victòria. El viatge s'anà popularitzant fins al punt que després de la Primera Guerra Mundial, sovint el nombre de visitants arribava a ser entre 1.000 i 2.000 en un dia.
Oldedalen no va tenir una connexió de carreteres fins al 1955, això vol dir que la gent depenia del llac. La primera embarcació de motor entrava en funcionament el 1915 i tripulava tots els dies durant l'any. El turisme prenia cada vegada més i més força i les últimes cabres es venien el 1966 i el graner es convertia en una botiga de records i pensió per a turistes.